# Saaremaa
Saare (estisk: Saare maakond), eller Saaremaa, er et af Estlands 15 amter (maakond). Det omfatter øen Saaremaa, på dansk Øsel, der er Estlands største ø, samt nogle mindre omliggende øer og ligger mod vest i landet. Saare grænser til Lääne-Virumaa på fastlandet i øst og Hiiu på øen Hiiumaa i nord.

## Kommuner
Amtet er fra 2017 inddelt i tre (3) landkommuner: Muhu vald, Ruhnu vald og Saaremaa vald, som hovedsagelig udgør hver sin ø. Amtet var indtil slutningen af 2017 inddelt i en bykommune (estisk: linnad) og femten landkommuner (estisk: vallad). 
De forhenværende kommuner var:
Bykommuner
- Kuressaare

Landkommuner:
- Kaarma kommune
- Kihelkonna kommune
- Kärla kommune
- Laimjala kommune
- Leisi kommune
- Lümanda kommune
- Muhu kommune
- Mustjala kommune
- Orissaare kommune
- Pihtla kommune
- Pöide kommune
- Ruhnu kommune
- Salme kommune
- Torgu kommune
- Valjala kommune

58°25′00″N 22°35′00″Ø / 58.4167°N 22.5833°Ø